# Castillo de San Severino

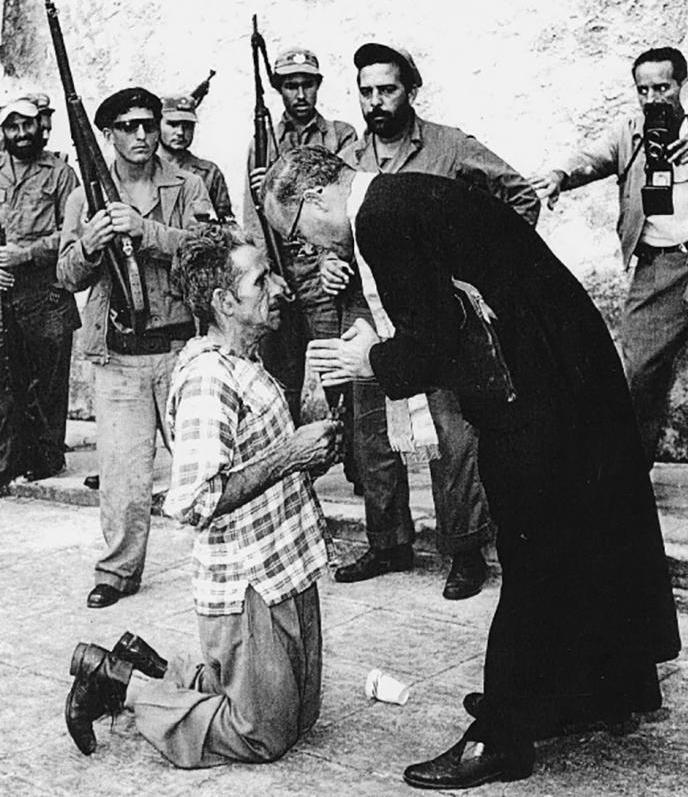
José "Pepe Caliente" Rodríguez, ex cabo del ejército de Fulgencio Batista condenado por el asesinato de dos hermanos, recibe los últimos sacramentos del Padre Domingo Lorenzo en el Castillo de San Severino en Matanzas poco antes de ser fusilado en 1960.

El Castillo de San Severino es una fortificación de origen novohispano del siglo XVII en Matanzas, Cuba. Actualmente es la sede del Museo Nacional de la Ruta del Esclavo.

## Historia
El primer intento de fortificar la bahía de Matanzas data de mediados del siglo XVII, cuando en 1653 Francisco Gedler de Catalayud y Toledo, gobernador y capitán general de Cuba, envió al rey Felipe IV la primera propuesta. Este proyecto no fue bien acogido en la corte pues para la metrópoli era de trascendental importancia fortificar y amurallar La Habana, por lo que todos los recursos debían ser destinados a la capital de la Isla.
Un nuevo proyecto de fundación de ciudad y fortificación, remitido esta vez por Don José Fernández de Córdoba y Ponce de León, proyectado por el ingeniero militar Juan de Císcara fue aprobado por Real decreto el 14 de abril de 1682. Diez años más tarde en 1692 Juan de Herrera Sotomayor sustituye a este ingeniero militar tras su muerte y visita el paraje de Punta Gorda junto al Maestre de Campo Don Severino de Manzaneda y Salinas de Zumabale; después de determinado el costo de la fortaleza se pasó al desmonte del terreno escogido. El 25 de enero de 1693 el gobernador Severino de Manzaneda, Juande Herrera Sotomayor, los oficiales reales Arrate y Peñalver y el escribano Juan de Uribe Oceta visitan el área delinear el fuerte y así realizar el reparto de las tierras que se debían entregar a las treinta familias canarias que conformarían el núcleo fundacional de la ciudad.
El 12 de octubre de 1693 el Obispo Diego Avelino de Compostela y el capitán general Severino de Manzaneda fundan la ciudad de Matanzas y al siguiente día se deslindó el Castillo, y se bendijo la primera piedra que fue sentada por el gobernador en el ángulo flanqueado del baluarte de Santa Ana poniéndole por nombre a la fortaleza, San Carlos de Manzaneda y en la tarde del propio día bendecía otra piedra en el sitio del altar de la capilla que antes estaba delineando.
En 1697 se abandonan las labores constructivas por falta de dinero y mano de obra y no se reinician hasta el año 1731 bajo la obra del Ingeniero Antonio Arredondo. Ya en 1736 la plataforma de San Juan estaba terminada y solo faltaba la artillería y entre 1740 y 1746 se concluyen las obras exteriores en el sector terrestre, i.e. camino abierto, banquetas, glacis, terraplenes y camino serpenteado.
Tras la toma de La Habana por los ingleses en 1762, el Comandante del Castillo Antonio García de Solís vuela la fortaleza causando significativos daños a la misma. Tras estar abandonada por una década comienza su reconstrucción en 1772. Estos trabajos se extendieron hasta 1789. Para este año San Severino vuelve a estar listo para cumplir a sus funciones defensivas de la ciudad y el puerto matanceros.
Con posterioridad a esta fecha el castillo tendría diversos usos. Desde 1774 al 1793 funcionó como aduana y entre 1818 y 1850 radicó la Comandancia del Sistema defensivo de la Ciudad, que estuvo conformado por un conjunto de fortificaciones menores construidas en puntos estratégicos de la ciudad. Estas fortificaciones fueron: las baterías El Morrillo (1720), la de San José de la Vigía (1748) y la de Peñas Altas (1819).
Pasa a ser prisión militar después de 1821 y en sus cárceles guardan prisión los implicados en la conspiración independentista Soles y Rayos de Bolívar (1823) y los del Proceso de la Escalera (1844). Durante la guerra de  independencia de 1895 a 1898 patriotas matanceros sufren prisión en la fortaleza. 
En 1898 se realiza el traspaso del recinto al gobierno estadounidense y en época de la república de Cuba entre 1902 y 1958 son encerrados en él los revolucionarios que se oponían a los gobiernos de turno.
En 2009 se inauguró el Museo Nacional de la Ruta del Esclavo